# Torneig Ciutat de Terrassa
El Torneig Ciutat de Terrassa o Trofeu Ciutat de Terrassa és un torneig de futbol que es disputa a la ciutat de Terrassa, organitzat pel Terrassa Futbol Club. Les seves tres primeres edicions van ser els anys 1973, 1974 i 1975, quan va ser de caràcter "Internacional". L'any 2006, amb motiu del Centenari del club egarenc, es va recuperar el torneig, aprofitant el partit del Centenari dedicat a l'alzhèimer davant el RCD Espanyol. Va ser el club blanc-i-blau el que, després d'acabar els 90 minuts amb empat a dos, es va imposar als penals.

## Història
| Edició    | Any  | Equip campió          | 2n classificat  |
| I (1a)    | 1973 | FC Bayern de Múnic    | Ferencvárosi TC |
| II (2a)   | 1974 | Club Deportivo Málaga | Real Betis      |
| III (3a)  | 1975 | RCD Espanyol*         | CA Peñarol      |
| IV (4a)   | 1983 | CP San Cristóbal      | Terrassa FC     |
| V (5a)    | 1984 | Terrassa FC           | CA Defensor     |
| VI (6a)   | 1986 | Terrassa FC           | Andorra         |
| VII (7a)  | 2006 | RCD Espanyol          | Terrassa FC     |
| VIII (8a) | 2007 | UD Almería            | Terrassa FC     |

(*) La final entre l'Espanyol i el Peñarol de Montevideo no es disputà degut a un gran aiguat que caigué sobre la ciutat de Terrassa.